# Szabellianizmus
A szabellianizmus vagy modalizmus a monarchianizmus egyik válfaja. 

## Története
A 3-4. században elterjedt nézet, alapítója Szabelliusz, akit Rómában 220-ban kiközösítettek. A szabellianizmus tagadja a Szentháromságot: az Istenen belüli háromság az egy és önmagával teljesen azonos Istennek pusztán három különböző viszonya a világhoz (megnyilvánulási módja), úgyhogy az emberré levéssel megszűnik Isten atyasága, a mennybemenetellel pedig fiúsága.
A római katolikus, ortodox és más mainstream keresztény felekezetek eretnekségnek tartották.